# Луцій Афраній
Луцій Афраній (близько 150 до н. е. — 90 до н. е.) — відомий давньоримський поет, майстер комедії тоги (тогати).

## Життєпис
Народився у Римі. Імовірно походив з плебейського роду Афраніїв або був з вільновідпущеників цього роду. Свої твори Афраній робив на кшталт грецьких, особливо використовував комедії Менандра. Втім пристосовував їх до римських звичаїв, обробляв у дусі комедії тоги, яка була досить популярною за часи Римської республіки. Завдяки цьому Луцій Афраній став найвідомішим та авторитет творцем п'єс до вистав тогат. На жаль, з його доробку збереглося лише 400 фрагментів та відомості про 43 комедії. Писав він латиною, найпопулярнішими п'єси Афранія були за часів братів Гракхів та Луція Корнелія Сулли. Втім вже за Нерона комедії Луція Афранія перестали ставити на сцені.